# Arrows A19
Arrows A19 – samochód Formuły 1 zaprojektowany przez Johna Barnarda dla zespołu Danka Zepter Arrows na sezon 1998. Jego kierowcami byli Pedro Diniz i Mika Salo. Głównymi sponsorami zespołu były firmy Danka i Zepter. W całym sezonie zespół zdobył sześć punktów zajmując w klasyfikacji konstruktorów siódme miejsce.

## Tło
Arrows został założony w 1977 roku przez włoskiego finansistę Franco Ambrosio i czterech członków zespołu Shadow, Alana Reesa, Jackie Olivera, Dave'a Wassa i Tony'ego Southgate'a. Od 1978 do 1990 Arrows wziął udział w 197 wyścigach zdobywając 116 punktów i sześć razy stając na podium; ponadto Riccardo Patrese zdobył pole position dla Arrowsa do wyścigu o Grand Prix Stanów Zjednoczonych – Zachód 1981. W roku 1991 Arrows zmienił nazwę na Footwork z powodu umowy zespołu z prezesem firmy Footwork, Wataru Ohashim. Początkowo Footwork jeździł z silnikami niemieckiej firmy Porsche, jednak z powodu słabych rezultatów zmieniono je na silniki Ford. Rok później zmieniono dostawcę na Mugen-Honda. Zespół pod nazwą Footwork startował w 91 wyścigach, zdobywając 25 punktów i jedno miejsce na podium. Przed sezonem 1996 Ohashi wycofał swoje wsparcie finansowe. 18 marca, osiem dni po Grand Prix Australii na torze Albert Park akcje Reesa i Olivera kupił Tom Walkinshaw, założyciel grupy TWR, inżynier w zespole Benetton oraz współwłaściciel zespołu Ligier w sezonie 1995. Zespół zmienił nazwę na TWR Arrows.
W sezonie 1997 kierowcami zespołu byli Damon Hill i Pedro Diniz. Zespół zakończył sezon na ósmym miejscu z dziewięcioma punktami i jednym miejscem na podium.

## Specyfikacja techniczna
W modelu A19 użyto dziesięciocylindrowego zmodyfikowanego silnika Yamaha zaprojektowanego przez Briana Harta pod nazwą Arrows T2-F1 o pojemności 2996 cm³. W trakcie sezonu 1998 silnik ten psuł się czterokrotnie. Jednostka T2-F1 ważyła 105 kg, tyle samo ile ważył silnik OX11A użyty przez zespół w poprzednim sezonie. Silnik ten rozwijał moc maksymalną 760 KM. Prędkość obrotowa silnika T2-F1 wynosiła 16 300 rpm poczynając mały progres – w 1997 prędkość obrotowa silnika OX11A wynosiła 16 000 rpm. Arrows był pierwszym brytyjskim zespołem od sezonu 1977, który korzystał z własnych silników.
Na nadwozie składał się wyprodukowany przez Arrowsa monocoque z włókna węglowegoo strukturze plastra miodu i materiałów kompozytowych. Na zawieszenie składały się podwójne wahacze i popychacze poruszane systemem potrójnych amortyzatorów. Sześciobiegowa półautomatyczna skrzynia biegów wyprodukowana przez Arrowsa oraz Xtrac była zamontowana wzdłużnie.

## Sponsoring
Najważniejszymi sponsorami zespołu były w sezonie 1998 firmy Danka i Zepter. Obie firmy były sponsorami tytularnymi Arrowsa i zespół nazywał się Danka Zepter Arrows. Do firm, które w poprzednim sezonie sponsorowały zespół, dołączyły m.in. Ixion, Eagle Star czy Diversey Lever.

## Kierowcy

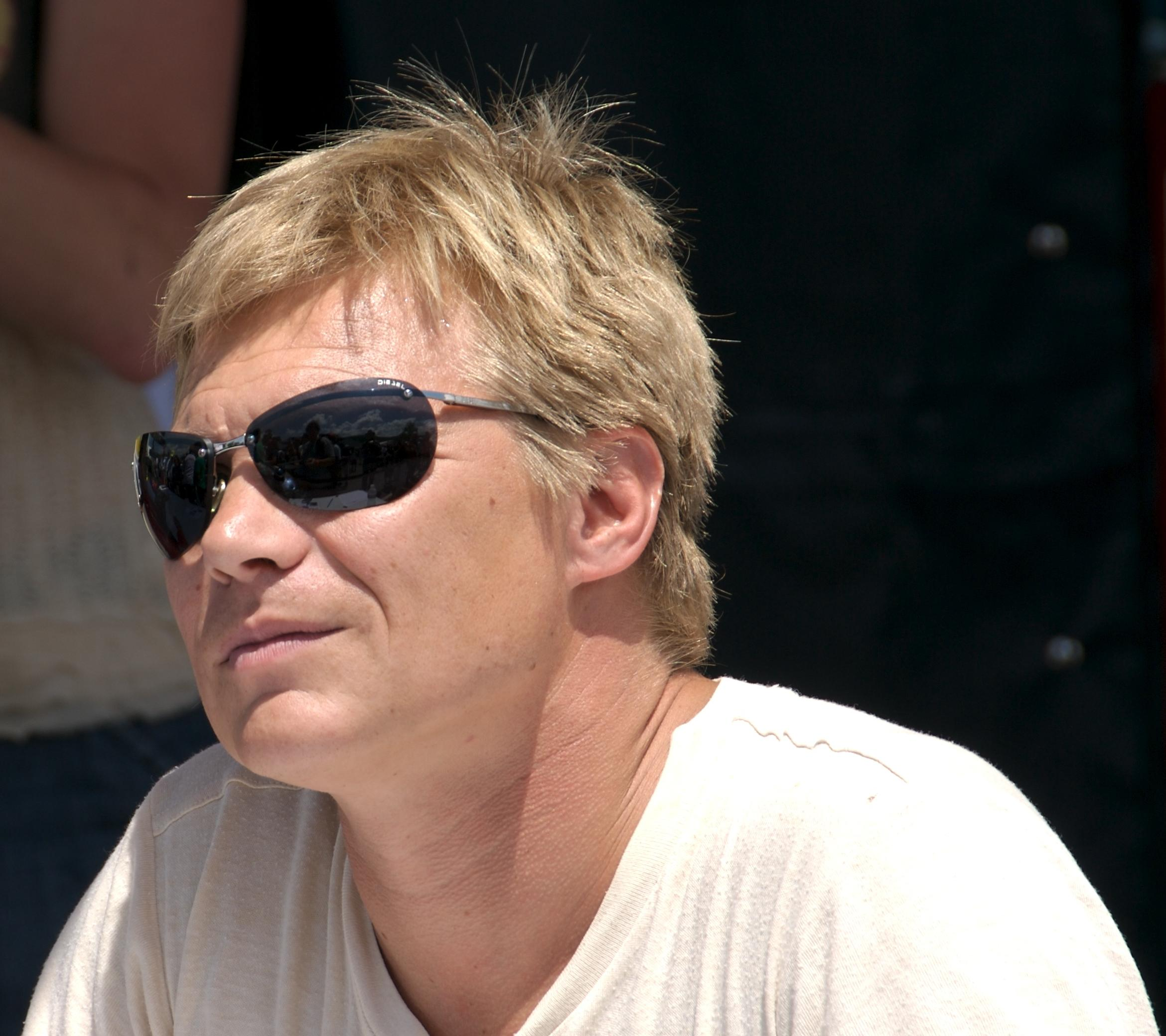
Mika Salo – kierowca wyścigowy Arrowsa w sezonie 1998

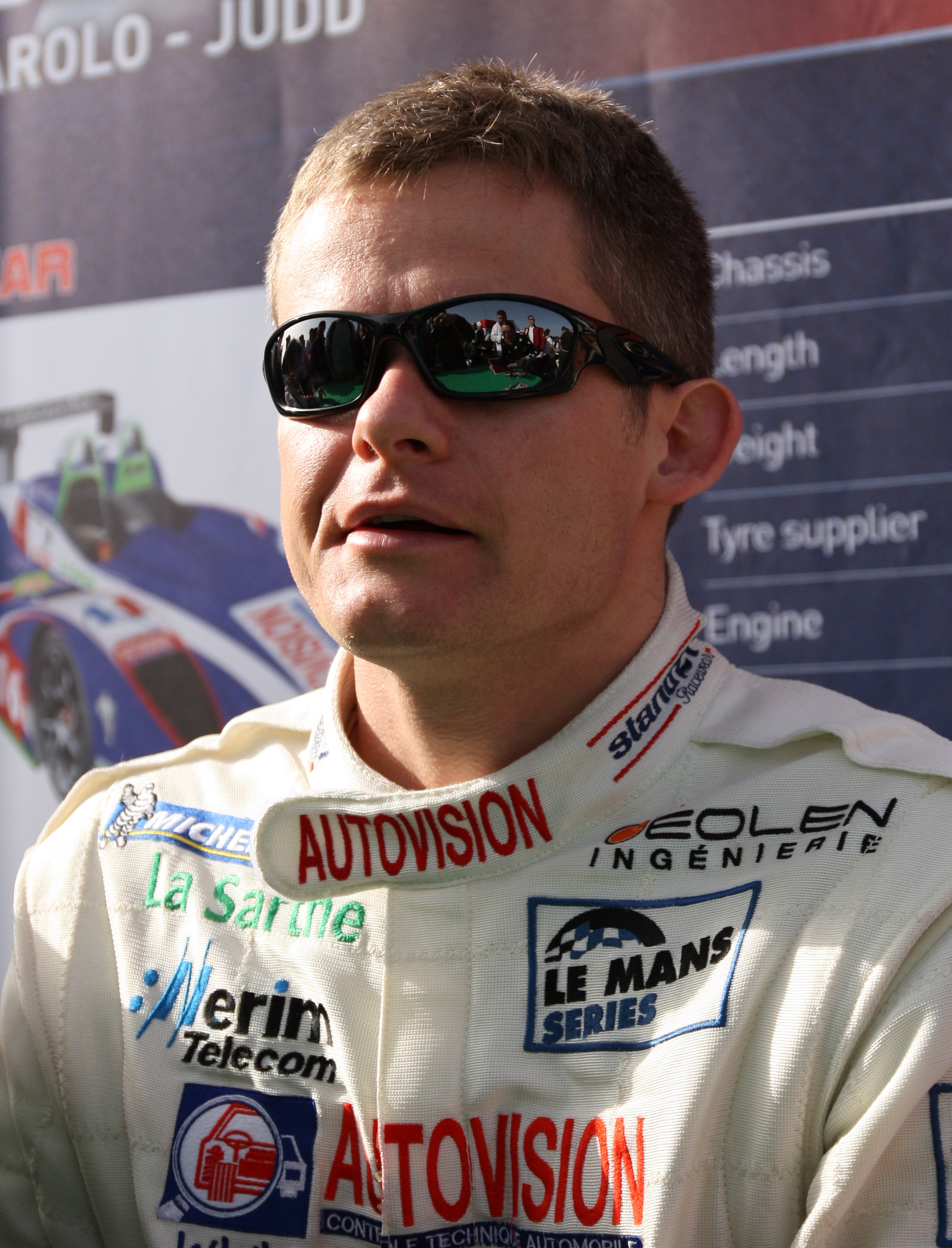
Emmanuel Collard – kierowca testowy Arrowsa w sezonie 1998

Reprezentantami Arrowsa w sezonie 1998 byli Pedro Diniz, kierowca zespołu w poprzednim sezonie i Mika Salo, wcześniej reprezentujący zespoły Lotus i Tyrrell.
Pedro Diniz w Formule 1 zadebiutował podczas Grand Prix Brazylii 1995 w barwach włoskiego zespołu Forti. W siedemnastu wyścigach nie zdołał zdobyć punktu, a najwyższą lokatą, jaką odniósł kierowca w sezonie 1995, było siódme miejsce odniesione w finałowym wyścigu – Grand Prix Australii. W następnym sezonie reprezentował zespół Ligier. W całym sezonie zdobył dwa punkty, zajmując piętnaste miejsce w klasyfikacji kierowców. W sezonie 1997 reprezentował zespół Arrows będąc partnerem Damona Hilla. Podobnie jak w 1996 Brazylijczyk zdobył dwa punkty lecz zakończył sezon na szesnastej pozycji.
Pierwszym sezonem Miki Salo był sezon 1994 startując w dwóch ostatnich wyścigach dla zespołu Lotus. W debiucie fiński kierowca zajął dziesiąte miejsce tracąc okrążenie do zwycięzcy wyścigu, Damona Hilla. W ostatnim wyścigu, na torze Adelaide Fin z powodu awarii elektryki na 49. okrążeniu nie ukończył wyścigu. W sezonach 1995–1997 reprezentował zespół Kena Tyrrella. W 1995 i 1996 zdobył pięć punktów zajmując odpowiednio piętnaste i trzynaste miejsce. W ostatnim sezonie Mika Salo zdobył dwa punkty zdobyte podczas Grand Prix Monako i zajął szesnaste miejsce.
Na kierowców testowych wyznaczono Emmanuela Collarda i Stephena Watsona. Pierwszym sukcesem Francuza było wygranie w 1990 Francuskiej Formuły Renault. Sześć lat później zdobył tytuł mistrza w serii Porsche Supercup. W sezonach 1990–1991 i 1997 był kierowcą testowym Ligiera i Prosta. Stephen Watson uczestniczył w sezonach 1995–1997 w Formule 3000 jednak nie odniósł tam sukcesu.

## Prezentacja i pierwsze testy
Model A19 został pokazany 23 lutego 1998 w siedzibie zespołu w Leafield, gdzie również ogłoszono, że silniki zaprojektowane przez Harta będą się nazywały po prostu Arrows. Pierwsze jazdy nowym bolidem odbyły się 2 marca na torze Silverstone, gdzie w mokrych warunkach Pedro Diniz i Mika Salo mieli lepsze czasy od kierowców Benettona i Jordanu.

## A19 w wyścigach
Pierwszym wyścigiem sezonu 1998 był wyścig o Grand Prix Australii na torze Albert Park. W kwalifikacjach Mika Salo zajął szesnaste miejsce z czasem 1:33,927, a Pedro Diniz dwudzieste miejsce z wynikiem 1:35,140. Obaj nie ukończyli wyścigu – Dinizowi na drugim okrążeniu zawiodła hydraulika, a Salo na 23. okrążeniu miał awarię silnika.
Druga runda, Grand Prix Brazylii odbyła się trzy tygodnie po rundzie w Australii. Salo z czasem 1:20,481 był dwudziesty, natomiast Diniz był dwudziesty drugi z czasem 1:20,951. Podobnie jak na torze Albert Park kierowcy Arrowsa nie ukończyli wyścigu – Finowi na 18. okrążeniu odmówił posłuszeństwa silnik, natomiast Brazylijczyk na 26. okrążeniu miał awarię skrzyni biegów.
12 kwietnia odbył się trzeci wyścig, Grand Prix Argentyny. Salo i Diniz zakwalifikowali się do wyścigu odpowiednio na siedemnastym i osiemnastym miejscu. Obaj nie ukończyli wyścigu ze względu na awarię skrzyni biegów.
Dwa tygodnie później odbył się wyścig o Grand Prix San Marino. W kwalifikacjach Mika Salo z czasem 1:28,798 zajął czternaste miejsce, natomiast Pedro Diniz z czasem 1:29,932 zajął osiemnaste miejsce. Po raz pierwszy kierowca Arrowsa ukończył wyścig – Mika Salo zajął dziewiątą pozycję z dwoma okrążeniami straty do Davida Coultharda, Pedro Diniz ponownie nie ukończył wyścigu, tym razem za sprawą awarii silnika. Podczas weekendu na torze Imola pojawiły się głosy, jakoby John Barnard, dyrektor techniczny Arrowsa miał przenieść się do zespołu Prost. Szef zespołu szybko zdementował te plotki, gdyż Barnard dołączając do Arrowsa w maju 1997 podpisał trzyletni kontrakt, więc mógł do francuskiego zespołu dołączyć dopiero w sezonie 2000.
Piąta runda, Grand Prix Hiszpanii odbyła się 10 maja. Po raz pierwszy w kwalifikacjach Pedro Diniz był lepszy od Miki Salo – Brazylijczyk zajął piętnaste, a Fin siedemnaste miejsce. Kierowcy Arrowsa nie ukończyli wyścigu przez awarię silnika.
Dwa tygodnie po rundzie na torze Circuit de Catalunya odbył się wyścig o Grand Prix Monako. Salo z czasem 1:22,144 zajął ósme, a Diniz z wynikiem 1:22,355 dwunaste miejsce w kwalifikacjach. Obaj ukończyli wyścig na punktowanych pozycjach – Mika Salo zajął czwarte miejsce, Pedro Diniz – szóste.
W przerwie między rundami w Monako i w Kanadzie odbyły się testy na torze Silverstone, w którym oprócz Arrowsa wzięły też udział zespoły Tyrrell, Benetton, Stewart i Jordan. Model A19 w tych testach prowadził Diniz. Brazylijczyk z czasem 1:27,006 zajął trzecie miejsce przegrywając z Rubensem Barrichello i Alexandrem Wurzem.
7 czerwca odbył się siódmy wyścig sezonu, Grand Prix Kanady na torze im. Gilles'a Villeneuve'a. Mika Salo i Pedro Diniz zakończyli kwalifikacje na siedemnastej i dziewiętnastej pozycji. Diniz zakończył wyścig jako dziewiąty z okrążeniem straty do Michaela Schumachera, Mika Salo miał na 18. okrążeniu wypadek.
Trzy tygodnie później rozegrano ósmą rundę, Grand Prix Francji na torze Circuit de Nevers Magny-Cours. W kwalifikacjach Pedro Diniz ze stratą 2,951 s do Häkkinena był siedemnasty, natomiast Salo ze stratą 3,041 s był dziewiętnasty. Ponownie obaj ukończyli wyścig – Fin i Brazylijczyk zajęli odpowiednio trzynaste i czternaste miejsce tracąc jedno okrążenie do zwycięzcy, Michaela Schumachera.
Dzień później zespół poinformował, że w następnym sezonie Formuły 3000 pojawi się juniorski zespół Arrowsa, a szefem zostanie Piers Portman, szef zespołu Portman Racing, który ścigał się wówczas w Brytyjskiej Formule 3.
12 lipca odbył się dziewiąty wyścig, Grand Prix Wielkiej Brytanii. W kwalifikacjach początkowo Pedro Diniz i Mika Salo zajęli trzynaste i czternaste miejsce, lecz sędziowie anulowali wynik Ralfa Schumachera (który w kwalifikacjach był dziesiąty), za nieprawidłowości regulaminowe. Wobec tej kary kierowcy Arrowsa awansowali o jedno oczko. Wyścigu obaj nie ukończyli – na 27. okrążeniu Finowi zepsuła się przepustnica, Brazylijczyk na 45. okrążeniu wpadł w poślizg i zakończył swój udział w wyścigu.
Dwa tygodnie później odbył się wyścig o Grand Prix Austrii. W deszczowych kwalifikacjach Mika Salo z czasem 1:31,028 zajął szóste miejsce, natomiast Pedro Diniz z wynikiem 1:32,206 był dwunasty. Obaj nie ukończyli wyścigu – Diniz zderzył się na pierwszym okrążeniu ze swoim kolegą zespołowym i musiał zakończyć wyścig. Fin po tej kolizji przejechał jeszcze dwa okrążenia, by na trzecim wycofać się.
Dzień po wyścigu Tom Walkinshaw, z powodu braku pieniędzy na rozwój silnika własnej produkcji, postanowił rozejrzeć się za silnikami Supertec, które miałyby napędzać samochody Arrowsa w sezonach 1999–2000.
2 sierpnia odbyła się jedenasta runda, Grand Prix Niemiec. Mika Salo i Pedro Diniz zakończyli kwalifikacje na siedemnastym i osiemnastym miejscu. Mika Salo ze stratą jednego okrążenia do swojego rodaka, Miki Häkkinena został sklasyfikowany na czternastej pozycji. Pedro Diniz nie ukończył wyścigu z powodu awarii przepustnicy na drugim okrążeniu.
Po wyścigu Walkinshaw dalej starał się zakupić silniki Supertec, jednak budżet nie wystarczył do zakupu tych silników. Szef zespołu miał również pomysł, by któryś z kierowców kupił kontrakt Miki Salo. Spekulowano również, by Johna Barnarda zastąpił dyrektor techniczny Jordana, Gary Anderson lecz miał on kontrakt z irlandzkim zespołem do sezonu 1999.
Po rundzie na Hockenheimring Arrows wraz z zespołami Tyrrell, Prost, Benetton i Stewart przyjechali na tor Silverstone, by w dniach 4–6 sierpnia odbyć trzydniowe testy. McLaren, Williams, Jordan i Sauber pojechały na testy na tor Jerez. Mika Salo przejechał 37 okrążeń we wtorek ustanawiając czas 1:27,304. Pedro Diniz natomiast przejechał w środę i czwartek łącznie 65 okrążeń z czasem 1:27,678.
16 sierpnia odbył się wyścig o Grand Prix Węgier. Pedro Diniz i Mika Salo w kwalifikacjach zajęli dwunaste i trzynaste miejsce. Diniz zajął jedenaste miejsce ze stratą trzech okrążeń do Michaela Schumachera, Salo nie ukończył wyścigu za sprawą awarii skrzyni biegów na 18. okrążeniu.
Dwa tygodnie później rozegrano trzynastą rundę, Grand Prix Belgii. Pedro Diniz z wynikiem 1:53,037 był szesnasty, Mika Salo z czasem 1:53,207 był osiemnasty. W pamiętnym wyścigu, z powodu kraksy kilkunastu samochodów wyścig przerwano. Jednym z kierowców biorących udział w karambolu był Mika Salo, który nie wystartował ponownie. Pedro Diniz ukończył wyścig na piątej pozycji ze stratą 51,682 s do zwycięzcy, swojego byłego kolegi zespołowego, Damona Hilla.
Po eliminacji na torze Circuit de Spa-Francorchamps Walkinshaw poinformował, że nadal samochody Arrowsa będą napędzane silnikami własnej produkcji. Ogłoszono również, że Gary Anderson, mimo ważnego kontraktu z Jordanem, przeniesie się do Arrowsa, a John Barnard przeniesie się do zespołu Prost.
Tydzień przed rundą we Włoszech poinformowano, że Mika Salo będzie używał samochodu Pedro Diniza, natomiast Brazylijczyk otrzyma nowe podwozie, które było produkowane w siedzibie zespołu w Leafield.
13 września odbył się czternasty wyścig, Grand Prix Włoch na torze Autodromo Nazionale di Monza. W kwalifikacjach Salo był szesnasty, a Diniz dwudziesty. Obaj nie ukończyli wyścigu – Diniz na 10. okrążeniu wpadł w poślizg, Salo na 32. okrążeniu miał awarię przepustnicy.
Dwa tygodnie później odbyła się przedostatnia runda, Grand Prix Luksemburga na Nürburgringu. Mika Salo i Pedro Diniz ukończyli kwalifikacje na szesnastym i siedemnastym miejscu. Fin ukończył wyścig na czternastej pozycji ze stratą dwóch okrążeń do Häkkinena, Diniz miał problemy z hydrauliką na szóstym okrążeniu.
W czasie tego weekendu Diniz podpisał kontrakt z zespołem Sauber na sezony 1999–2000. Brazylijczyk wcześniej też prowadził rozmowy z zespołem British American Racing, lecz bez skutku.
1 listopada rozegrano finałowy wyścig sezonu, Grand Prix Japonii. Mika Salo z czasem 1:40,387 był piętnasty, Pedro Diniz z czasem 1:40,687 był osiemnasty. Obaj nie ukończyli tego wyścigu – Diniz w ostatnim wyścigu dla brytyjskiego zespołu, na drugim okrążeniu wpadł w poślizg, natomiast Salo na 14. okrążeniu miał awarię hydrauliki.
Sezon 1998 Arrows zakończył w klasyfikacji konstruktorów na siódmym miejscu z sześcioma punktami. Mika Salo zdobył trzy punkty i w klasyfikacji kierowców zajął trzynaste miejsce, Pedro Diniz również z trzema punktami był czternasty. Po sezonie Diniz trafił do zespołu Sauber, natomiast Mika Salo został kierowcą testowym Arrowsa.

## Wyniki w Formule 1
| Legenda oznaczeń w tabelach wyników Wyświetl szablon na nowej stronie | Legenda oznaczeń w tabelach wyników Wyświetl szablon na nowej stronie                                                                     |
| Oznaczenie                                                            | Wyjaśnienie |
| --------------------------------------------------------------------- | --- |
| Złoty                                                                 | Zwycięzca lub mistrzostwo |
| Srebrny                                                               | 2. miejsce lub wicemistrzostwo |
| Brązowy                                                               | 3. miejsce lub II wicemistrzostwo |
| Zielony                                                               | Ukończył, punktował (w klasyfikacji generalnej, gdy zdobył co najmniej jeden punkt na przestrzeni sezonu, poza trzema powyższymi opcjami) |
| Niebieski                                                             | Ukończył, nie punktował (w klasyfikacji generalnej, gdy nie zdobył co najmniej jednego punktu na przestrzeni sezonu)                      |
| Czerwony                                                              | Nie zakwalifikował się (NZ) |
| Czerwony                                                              | Nie prekwalifikował się (NPK) |
| Różowy                                                                | Nie ukończył (NU) |
| Różowy                                                                | Niesklasyfikowany (NS) (w klasyfikacji generalnej, gdy nie został sklasyfikowany w żadnym wyścigu sezonu)                                 |
| Czarny                                                                | Zdyskwalifikowany (DK) |
| Czarny                                                                | Wykluczony (WYK/EX) |
| Biały                                                                 | Nie wystartował (NW) |
| Biały                                                                 | Kontuzjowany (K/INJ) |
| Biały                                                                 | Wyścig odwołany (OD/C) |
| Bez koloru                                                            | Został wycofany (WYC/WD) |
| Bez koloru                                                            | Nie przybył (NP/DNA) |
| Bez koloru                                                            | Nie brał udziału w treningach (NT/DNP) |
| Bez koloru                                                            | Nie został zgłoszony (–) |
| Pogrubienie                                                           | Start z pole position |
| Kursywa                                                               | Najszybsze okrążenie wyścigu |
| †                                                                     | Nie ukończył, ale jego rezultat został zaliczony ze względu na przejechanie więcej niż 90% dystansu wyścigu.                              |
| *                                                                     | Sezon w trakcie |
| 1/2/3                                                                 | Punktowana pozycja w sprincie kwalifikacyjnym                                                                                             |
| Lista systemów punktacji Formuły 1                                    | |

| Sezon | Zespół              | Kierowcy    | Wyniki w poszczególnych eliminacjach | Wyniki w poszczególnych eliminacjach | Wyniki w poszczególnych eliminacjach | Wyniki w poszczególnych eliminacjach | Wyniki w poszczególnych eliminacjach | Wyniki w poszczególnych eliminacjach | Wyniki w poszczególnych eliminacjach | Wyniki w poszczególnych eliminacjach | Wyniki w poszczególnych eliminacjach | Wyniki w poszczególnych eliminacjach | Wyniki w poszczególnych eliminacjach | Wyniki w poszczególnych eliminacjach | Wyniki w poszczególnych eliminacjach | Wyniki w poszczególnych eliminacjach | Wyniki w poszczególnych eliminacjach | Wyniki w poszczególnych eliminacjach | Wyniki kierowców | Wyniki kierowców | Wyniki konstruktora | Wyniki konstruktora |
| Sezon | Zespół              | Kierowcy    | AUS                                  | BRA                                  | ARG                                  | SMR                                  | ESP                                  | MCO                                  | CND                                  | FRA                                  | GBR                                  | AUT                                  | DEU                                  | HUN                                  | BEL                                  | ITA                                  | LUX                                  | JPN                                  | Punkty           | Pozycja          | Punkty              | Pozycja             |
| ----- | ------------------- | ----------- | ------------------------------------ | ------------------------------------ | ------------------------------------ | ------------------------------------ | ------------------------------------ | ------------------------------------ | ------------------------------------ | ------------------------------------ | ------------------------------------ | ------------------------------------ | ------------------------------------ | ------------------------------------ | ------------------------------------ | ------------------------------------ | ------------------------------------ | ------------------------------------ | ---------------- | ---------------- | ------------------- | ------------------- |
| 1998  | Danka Zepter Arrows | Pedro Diniz | NU                                   | NU                                   | NU                                   | NU                                   | NU                                   | 6                                    | 9                                    | 14                                   | NU                                   | NU                                   | NU                                   | 11                                   | 5                                    | NU                                   | NU                                   | NU                                   | 3                | 14               | 6                   | 7                   |
| 1998  | Danka Zepter Arrows | Mika Salo   | NU                                   | NU                                   | NU                                   | 9                                    | NU                                   | 4                                    | NU                                   | 13                                   | NU                                   | NU                                   | 14                                   | NU                                   | NW                                   | NU                                   | 14                                   | NU                                   | 3                | 13               | 6                   | 7                   |